# Spartacus (serie televisiva)
Spartacus è una serie televisiva statunitense incentrata sulle gesta di Spartaco, gladiatore trace interpretato dall'attore australiano Andy Whitfield, successivamente sostituito da Liam McIntyre. Sito delle gesta di Spartaco è l'Anfiteatro campano di Santa Maria Capua Vetere (Caserta), ovvero l'Antica Capua, citata più volte nel serial dai protagonisti. L'Anfiteatro campano è la seconda arena in Italia, dopo il Colosseo, per importanza.
Mescolando azione e pathos, la serie racconta le gesta del trace Spartaco, fatto prigioniero dai romani e divenuto gladiatore, e della sua rivolta contro la Repubblica romana nel 73 a.C., illustrando come poteva essere la vita da gladiatore del trace. È una serie trasmessa su un canale privato, Starz. Conseguentemente non subisce una forte censura, e sono numerose le scene a carattere erotico/sessuale e di violenza. L'intento è di rappresentare la società romana delle epoche delle Guerre Civili in modo vivo e intenso, senza mezze misure, ma con la violenza quotidiana del mondo dei gladiatori come quella provocata dagli intrighi delle classi più alte, che si abbandonano al contempo alla lussuria e agli agi. La fotografia e gli effetti visivi si ispirano alle note opere grafiche e cinematografiche di Frank Miller, come 300 e Sin City.
La prima stagione, intitolata Spartacus - Sangue e sabbia (Spartacus: Blood and Sand) e composta da 13 episodi girati interamente in Nuova Zelanda, ha debuttato sul canale via cavo Starz il 22 gennaio 2010. Ancora prima della messa in onda del primo episodio, l'emittente ha ordinato una seconda stagione, intitolata Spartacus - La vendetta (Spartacus: Vengeance) e composta da 10 episodi. A causa della malattia che ha colpito l'attore Andy Whitfield e in seguito l'ha portato al decesso nel settembre del 2011, la produzione si è vista costretta a un recasting del ruolo principale, che è stato assegnato all'attore australiano Liam McIntyre. Il 7 novembre 2011, prima ancora della messa in onda della seconda stagione, la serie è stata rinnovata per una terza stagione, dal titolo Spartacus - La guerra dei dannati (Spartacus: War of the Damned).
Il 17 febbraio 2011 la prima stagione ha debuttato sul canale satellitare Sky Uno. Per poter essere trasmessa in prima serata, viene trasmessa la versione censurata alleggerita dalle scene particolarmente spinte e di eccessiva violenza, viene tuttavia trasmessa senza alcuna censura in seconda serata dal 18 febbraio.
In attesa di realizzare la seconda stagione, è stata prodotta una miniserie televisiva prequel intitolata Spartacus - Gli dei dell'arena, andata in onda dal 21 gennaio al 25 febbraio 2011 su Starz e dal 25 agosto al 29 settembre 2011 su Sky Uno, in chiaro dal 9 al 23 aprile 2012 su Cielo.

## Trama
(Frase ricorrente della serie)

### Prima stagione:Sangue e sabbia
Un trace dal nome sconosciuto viene arruolato nelle truppe ausiliarie romane per organizzare una campagna contro i Geti (tribù di Daci situate presso la parte meridionale del Danubio, che oggi costituisce la Bulgaria, e la parte settentrionale, l'odierna Romania) su comando del legato Claudio Glabro. Nel 72-71 a.C., il generale romano Marco Terenzio Varrone Lucullo, proconsole della provincia romana di Macedonia, marciò contro i Geti alleati del nemico di Roma, Mitridate VI del Ponto. I Geti razziavano frequentemente le terre dei Traci, quindi il legato riesce con facilità a convincerli a servire l'esercito romano come truppe ausiliarie. Glabro viene persuaso dalla moglie Ilizia a cercare una gloria ancora maggiore; abbandona quindi la campagna contro i Geti e attacca le forze di Mitridate in Asia Minore. Il trace, sentendosi tradito, diserta insieme a molti altri che condividono il suo pensiero, ma tornato a casa trova il suo villaggio distrutto riuscendo a salvare solo sua moglie Sura. I due scappano ma vengono catturati dagli uomini di Glabro il giorno seguente; lui viene condannato a morire nelle arene dei gladiatori e lei viene venduta come schiava. Il trace viene condotto su una nave a Capua, in Italia, e contraddicendo tutti i pronostici sconfigge quattro gladiatori conquistando così il favore degli spettatori. Per non perdere il favore del popolo, il senatore Albinio cambia la sentenza di condanna a morte in una di schiavitù. Quinto Lentulo Batiato, proprietario della scuola di gladiatori di Capua, suggerisce di assegnargli il nome "Spartacus", perché il suo stile di combattimento gli ricordava quello dell'omonimo re trace e approfitta della situazione offrendosi di comprarlo.
Spartacus viene sottoposto all'addestramento per diventare gladiatore dal maestro Enomao. Inizialmente ostile, Batiato riesce a guadagnarsi la sua fiducia promettendogli di ritrovare sua moglie Sura. Spartacus, intanto stringe amicizia con Varro, un romano che è diventato gladiatore spontaneamente per pagare i debiti di gioco e aiutare la sua famiglia, ma si guadagna l'odio di gladiatori veterani come Crisso, l'indomito gallo campione di Capua, e Barca, un cartaginese.
Successivamente Spartacus e Crisso vengono scelti per affrontare Theokoles, un leggendario gladiatore di origine spartana. Crisso, riuscendo temporaneamente a mettere da parte l'odio verso il compagno dopo aver trovato l'amore nella schiava Naevia, permette a Spartacus di sconfiggere il nemico e di diventare il nuovo campione di Capua.
Nel frattempo, arriva da Napoli un uomo incaricato da Batiato di trasportare Sura a Capua, ma la donna è stata ferita mortalmente da alcuni banditi e muore tra le braccia del marito. In realtà è stato Batiato stesso a ordinare al suo uomo di uccidere la donna, per togliere ogni idea di una vita oltre l'arena e trasformarlo in un gladiatore che combatta per la sua gloria. Spartacus, non avendo più altro per cui vivere, accetta il suo destino di gladiatore.
Le cose cambiano quando Spartacus è costretto a uccidere il suo migliore amico Varro, in un'esibizione in onore di Numerio Calavio, figlio del magistrato di Capua, Tito Calavio. Ilizia, che odia Spartacus per aver umiliato il marito, seduce Numerio e lo convince a condannare a morte il duellante sconfitto. Spartacus è devastato dal dolore per la perdita delle due persone a lui più care. In sogno Sura e Varro gli fanno capire che qualcosa non torna nella morte della moglie. Il trace, ottenuta la verità dall'uomo di Batiato sulla fine di Sura, decide di ribellarsi e ottenere la libertà con la forza, organizzando una rivolta.
Spartacus riesce ad aprire gli occhi sulla verità e sulla crudeltà dei romani anche a gladiatori come Crisso, sempre in disaccordo con lui. Tutti i gladiatori si ribellano apertamente durante una celebrazione, uccidendo Batiato e facendo strage tra gli ospiti. Dopo il massacro, Spartacus giura vendetta contro Roma, intenzionato a liberare gli altri schiavi.

### Prequel:Gli dei dell'arena
Differentemente dalla serie originale, il prequel vede come protagonisti Batiato e il gladiatore celta Gannicus, e non Spartacus, poiché gli eventi qui riportati sono antecedenti all'arrivo di Spartacus nella casa di Batiato. Crisso, l'indomito gallo, è ancora alle prime armi ed Enomao non è ancora un maestro. Gannicus è il primo gladiatore a guadagnarsi il rudio (pugnale di legno rappresentativo della libertà) dopo aver mostrato il suo valore nell'arena in una competizione tra gli uomini di Solonio e quelli di Batiato; fu il combattimento inaugurale della nuova arena di Capua e il momento in cui Batiato e Solonio, prima amici fraterni, divennero acerrimi nemici. Nella serie si fa anche riferimento al momento in cui Ashur diventa zoppo, alla relazione adultera tra Gannicus e la moglie di Enomao, a come fosse iniziata la relazione tra Crisso e Lucrezia (inizialmente al solo scopo di procurare un erede a Batiato). Dopo la partenza di Gannicus, la serie finisce poi con un salto temporale di diversi anni, al momento in cui Batiato e gli altri commensali giacciono morti, Lucrezia è gravemente ferita e accanto al suo sposo e si ascolta il discorso di Spartacus (lo scomparso attore Andy Whitfield) con cui sprona gli ex schiavi ad insorgere contro Roma.

### Seconda stagione:La vendetta
Spartacus e gli altri gladiatori e schiavi della casa di Batiato sono in fuga a seguito della rivolta. Sulle loro tracce c'è Gaio Claudio Glabro, ora divenuto pretore, che ha nella mancata cattura di Spartacus i motivi di un freno alla sua carriera politica a Roma. Giunto con la moglie Ilizia presso la villa di Batiato, scopre che la moglie di questi, Lucrezia, è ancora viva.
Spartacus, Crisso e altri tentano la liberazione di Naevia nelle miniere; Naevia viene liberata ma Crisso viene catturato. Anche Enomao, che ha perso tutto quello in cui credeva, viene catturato nelle fosse per mano di Ashur, che offre i suoi servigi a Glabro.
Crisso, Enomao e Rhaskos vengono condannati a morire nell'arena; tra i gladiatori selezionati per compiere l'esecuzione vi è anche Gannicus.
Spartacus, con una manciata di uomini tra cui Agron e Mira, s'infiltra nell'arena dandole fuoco e approfittando della confusione per liberare i compagni. I ribelli fuggono in un tempio greco abbandonato alle pendici del Vesuvio. Da qui i ribelli conducono alcune azioni, tra cui la liberazione di un manipolo di schiavi germani nel porto di Napoli.
Successivamente Gannicus cattura Ilizia, la moglie del pretore Glabro, e offre la sua vita a Spartacus così da poter pareggiare i conti e porre fine alla guerra. Quando il trace si rende però conto che il pretore è disposto a sacrificarla pur di ucciderlo, decide di liberarla. Nel frattempo grazie ad Ashur e ai ricordi che Ilizia ha della sua prigionia, Glabro riesce a scoprire dove si trova Spartacus e parte alla volta del Vesuvio. Glabro attacca Spartacus al tempio e lo costringe a ritirarsi sul Vesuvio, assediandolo. Con i suoi più abili alleati, tuttavia, il trace si fa calare dalla parete del vulcano e attacca Glabro su due fronti, riuscendo così a prevalere sul suo esercito e a ucciderlo.

### Terza stagione:La guerra dei dannati
Gaio Claudio Glabro è morto. Molti mesi sono passati da quando i romani sono stati sconfitti, e l'esercito ribelle, guidato da Spartacus e dai suoi gladiatori Crisso, Gannicus e Agron, continua ad accumulare vittorie su Roma. Con migliaia di schiavi liberati, è diventato una forza che ha cominciato a sfidare anche i potenti eserciti di Roma.
Spartacus è più determinato che mai a far crollare l'intera Repubblica romana. Dopo la morte di Ashur, Naevia e Crisso sono un tutt'uno con ritrovata forza e determinazione. E Gannicus, cercando sempre di abbracciare la vita al massimo, condivide il suo letto con Saxa, bella e pericolosa.
I ribelli sono impegnati in uno scontro sanguinoso dopo l'altro e devono prepararsi per l'inevitabile: una guerra totale con Roma.
Il Senato romano chiede aiuto al suo ricco cittadino, Marco Licinio Crasso, politico e stratega potente, che rispetta il suo avversario e si rifiuta di fare gli stessi errori dei suoi predecessori. Insieme a suo figlio Tiberio e a un giovane e fortemente competitivo Giulio Cesare come alleati, Crasso è determinato a schiacciare Spartaco e la sua ribellione. È la conclusione epica di un viaggio leggendario.

## Episodi
La prima stagione della serie, Spartacus - Sangue e sabbia, è stata trasmessa negli Stati Uniti dal 22 gennaio al 16 aprile 2010, mentre in Italia dal 17 febbraio al 12 maggio 2011. La seconda stagione, intitolata Spartacus - La vendetta, è stata trasmessa negli Stati Uniti dal 27 gennaio al 30 marzo 2012, mentre in Italia è andata in onda dal 16 maggio al 18 luglio dello stesso anno. La terza stagione, intitolata Spartacus - La guerra dei dannati, è stata trasmessa negli Stati Uniti dal 25 gennaio 2013.
| Stagione         | Episodi | Prima TV USA | Prima TV Italia |
| ---------------- | ------- | ------------ | --------------- |
| Prima stagione   | 13      | 2011         | 2011            |
| Seconda stagione | 10      | 2011         | 2011            |
| Terza stagione   | 10      | 2012         | 2012            |

## Personaggi e interpreti

### Principali
- Spartacus, interpretato da Andy Whitfield (stagione 1) e da Liam McIntyre (stagioni 2-3), doppiato da Fabio Boccanera.
È un trace di cui non verrà mai rivelato il vero nome che, venduto come schiavo, riesce a ottenere il consenso del popolo battendo quattro gladiatori incaricati della sua esecuzione e a diventare un grande gladiatore presso la scuola di Batiato. Proprio quest'ultimo gli darà il nome di Spartacus, un generale trace vissuto secoli prima. Dopo aver scoperto che Batiato ha fatto uccidere la sua donna, decide assieme agli altri gladiatori di ribellarsi al suo padrone, che verrà ucciso dallo stesso Spartacus al termine della prima stagione. Lo ritroviamo nella seconda stagione intento a perseguire lo stesso ideale di vendetta, questa volta contro l'esercito romano guidato dal pretore Glabro, il quale proprio come Batiato troverà la morte per mano del trace, durante la battaglia del Vesuvio. Dopo la sconfitta di Glabro, la sua rivolta cresce diventando un esercito. Braccato però da Marco Crasso e dalle sue numerose legioni, Spartacus deciderà di dirigersi verso le Alpi per valicarle e allontanarsi dall'ombra di Roma, così da permettere una vita libera a tutti gli indifesi che lo seguono. Giunto alle pendici dei monti, rimarrà indietro per rallentare l'esercito di Crasso e permettere ai civili di fuggire. Durante la battaglia finale riuscirà quasi a uccidere l'avversario, ma verrà colpito alle spalle da alcuni soldati. Tratto in salvo da Agron e Nasir, morirà sulle montagne con serenità, felice di potersi ricongiungere all'amata Sura.
- Crisso (stagioni 1-3), interpretato da Manu Bennett, doppiato da Andrea Lavagnino.
L'"indomito gallo", non è mai stato sconfitto in un incontro singolo nell'arena ed è uno dei gladiatori migliori della scuola di Batiato che, visto il suo agonismo, ha un astio profondo nei confronti di Spartacus. Viene scelto da Lucrezia come suo amante, ma il suo cuore è solo di Naevia. Dopo che quest'ultima gli viene portata via e venduta come schiava, e dopo aver scoperto che Lucrezia e Batiato intendevano farlo uccidere da Spartacus dopo averlo avvelenato, si allea al trace e con lui diviene uno dei capi della rivolta. Nella seconda stagione continua a battersi per ritrovare la sua Naevia, uccidendo ogni romano che intende frapporsi tra lui e la sua amata. Nella terza stagione, non essendo d'accordo con Spartacus, decide di dividersi e formare un esercito per assaltare Roma. Giunti alle porte di Roma vengono sorpresi dall'esercito di Marco Licinio Crasso. Crisso riesce a uccidere molti romani, sta per sconfiggere anche Giulio Cesare, ma Tiberio Crasso lo trafigge alle spalle con la sua lancia, mettendolo in ginocchio. Crisso ormai è sconfitto, e Naevia, catturata dai romani, è accanto a lui. Crasso, consapevole del fatto che il gallo era uno dei generali di Spartacus, lo decapita per mandare un messaggio al trace.
- Agron (stagioni 1-3), interpretato da Daniel Feuerriegel.
Schiavo germanico comprato da Batiato assieme ad altri nove (tra cui suo fratello Duro) per 100 denari. Diventerà ben presto un buon gladiatore della scuola e in seguito sarà tra i primi a seguire Spartacus nella rivolta. Nella seconda stagione diventa uno dei comandanti ribelli e il compagno di Nasir. Nella terza stagione, deciderà di unirsi all'esercito di Crisso e, nella battaglia di Roma contro i romani comandati da Marco Licinio Crasso, verrà ferito gravemente da Tiberio. Alla fine della battaglia contro l'esercito di Crasso, lui e Nasir saranno gli unici sopravvissuti e guideranno i civili verso la libertà oltre le montagne.
- Lucrezia (stagioni 1-2), interpretata da Lucy Lawless, doppiata da Alessandra Cassioli.
È la moglie di Batiato. Per ottenere ciò che vuole è disposta a qualsiasi cosa, anche calpestare le sue "amiche" e a creare false alleanze. Ha una relazione segreta con Crisso, cominciata per cercare di procreare un erede. Rimasta incinta, perde il bambino a causa di una ferita infertale da Crisso stesso al termine della prima stagione. È l'unica sopravvissuta alla strage compiuta da Spartacus nella casa di Batiato. Si finge pazza e una specie di oracolo, ma in realtà cerca solo di vendicarsi di tutti coloro che hanno provocato la caduta del marito; non esiterà a diventare l'amante del padre di illizia e poi di Ashur pur di perseguire i suoi scopi. Finge di riconciliarsi con Illizia, ma in realtà la odia per aver favorito la strage e, dopo averla aiutata a partorire, probabilmente la pugnala a morte al ventre. Al termine della seconda stagione si toglie la vita, gettandosi giù dalla rupe, assieme al figlio neonato di Ilizia.
- Gaio Claudio Glabro (stagioni 1-2), interpretato da Craig Parker, doppiato da Christian Iansante.
È l'antagonista principale di Spartacus, essendo il legato romano responsabile della sua cattura. È il marito di Ilizia, considerato un incapace dal suocero, cerca in tutti i modi di guadagnare la sua gloria. Nella seconda stagione diviene pretore e viene rimandato a Capua dal Senato per ultimare la cattura di Spartacus. Ogni suo tentativo di uccidere il Trace verrà sventato e infine sarà lo stesso Spartacus a privarlo della vita, compiendo la sua vendetta.
- Ilizia (stagione 1-2), interpretata da Viva Bianca, doppiata da Giò Giò Rapattoni.
Figlia del senatore Albinius e moglie del legato Glabro, viene attirata dal mondo dei gladiatori di Batiato tanto che viene ospitata nella casa dell'uomo dove diventa amica di Lucrezia. Nutre un odio profondo per Spartacus bilanciato da un'ardente ammirazione per Crisso. Sfuggita per miracolo al massacro della casa di Batiato, tornerà a Capua nella seconda stagione per accompagnare il marito, divenuto nel frattempo pretore. Tornata a Capua, con suo grande stupore, scoprirà che Lucrezia è ancora viva, ma priva di memoria. Le due tornano a essere amiche, ma quando Ilizia è pronta per partorire il figlio di Spartacus, Lucrezia che aveva finto di essere pazza per starle accanto, l'accoltella rubando il figlio, e gettandosi infine da una rupe. Ilizia cerca di dissuaderla, ma non ci riesce e poco dopo muore.
- Gannicus (stagioni 2-3), interpretato da Dustin Clare, doppiato da Fabrizio Vidale.
Sfrontato e impertinente, è il più grande campione della palestra (ludus) del lanista Quintus Lentulus Batiatus nella serie televisiva Spartacus - Gli dei dell'arena. Amante delle donne e del vino, grazie alla sua abilità nel combattimento ha dei privilegi inconcepibili per gli altri gladiatori del ludus, per esempio può presentarsi in ritardo e stordito dai vizi agli allenamenti, scegliendo come e con chi allenarsi. Verrà liberato nell'ultima puntata del prequel, per riapparire nella seconda stagione, nel ruolo di esecutore della sentenza di morte per Crisso, Enomao e Rhaskos, catturati da Gaio Glabro. Salvatosi dal crollo dell'arena, si unirà ai ribelli dopo molti ripensamenti. Nella battaglia finale contro Glabro sul Vesuvio, Enomao viene ferito mortalmente dall'Egiziano, ma poco prima di morire perdona l'amico per avere avuto una relazione con Melitta, e muore tra le sue braccia. Gannicus poco dopo lo vendica uccidendo l'Egiziano. Gannicus sposa definitivamente la causa di Spartacus in onore dell'amico caduto. Gannicus, nonostante gli anni lontani dall'arena, è rimasto un eccellente combattente, alla pari di Spartacus nell'uso della spada, seppur inferiore al trace con la lancia. Trova infine amore nell'innocente Sybil. Si rifiuta per tutto il tempo di assumere un ruolo di comando, nonostante molti, Spartacus incluso, lo ritengano degno di tale ruolo. Solo nella battaglia finale accetta di diventare il secondo in comando. Gannicus, dopo un duello contro Cesare, verrà sopraffatto dai soldati e morirà crocefisso nell'ultima battaglia contro l'esercito di Crasso.
- Enomao (stagioni 1-2), interpretato da Peter Mensah, doppiato da Paolo Marchese.
È il "Maestro", ossia l'addestratore di gladiatori della scuola di Batiato. Lui stesso è stato uno dei migliori gladiatori della scuola prima di ricevere l'incarico, unico considerato all'altezza di sfidare forse alla pari il suo migliore amico Gannicus nell'arena. Nella seconda stagione, dopo la rivolta degli schiavi, non si unisce subito a essi. Per bocca di Ashur scopre che Gannicus aveva avuto una relazione con Melitta, sua moglie, prima che ella morisse. Tale scoperta lo porterà ad odiare Gannicus, il quale dopo anni si sente ancora in colpa per questo. Dopo essere scampato per miracolo al crollo dell'arena, abbraccia gli ideali di Spartacus e dei suoi. Combatterà valorosamente durante la battaglia del Vesuvio, uccidendo molti romani. Verrà tuttavia ferito a morte dall'egiziano e morirà tra le braccia dell'amico Gannicus, offrendogli il suo perdono.
- Ashur (stagione 1-2), interpretato da Nick E. Tarabay, doppiato da Alessandro Rigotti.
Ex gladiatore, non combatte più nell'arena a seguito di una grave ferita alla gamba provocatagli da Crisso. Serve Batiato come consigliere, spia e sicario. Ha sempre desiderato tornare a combattere, bramando la gloria nell'arena. Dopo essere finalmente guarito aspira a tornare a combattere, ma Batiato glielo proibisce perché considera molto più preziosa la sua intelligenza. La sua dote migliore è infatti l'astuzia, la quale gli ha permesso di ottenere quasi sempre ogni cosa da lui desiderata. Nonostante sia un bugiardo di prima categoria, è fedele a coloro a cui giura fedeltà. Durante la rivolta nella casa di Batiato riesce a sfuggire a Enomao, in collera con lui a causa dei suoi innumerevoli tradimenti. Nascostosi sotto i cadaveri di alcuni soldati romani, fuggirà dal ludus. Nella seconda stagione si scoprirà che Lucrezia è salva grazie al suo intervento, tuttavia nel corso delle puntate ella verrà ingannata dal siriano che, ormai sotto gli ordini di Glabro, riesce a farne la sua amante. Animato dal desiderio di libertà, e con lo scopo di appropriarsi del ludus un tempo appartenuto a Batiato, Ashur non riuscirà a perseguire nessuno di questi scopi, poiché verrà ucciso da Naevia nel finale della seconda stagione.
- Naevia, interpretata da Lesley-Ann Brandt (stagione 1) e da Cynthia Addai-Robinson (stagioni 2-3), doppiata da Francesca Fiorentini.
È la schiava personale di Lucrezia, l'unica a sapere tutti i suoi segreti, compresa la relazione con Crisso. In segreto, ha una relazione con lo stesso Crisso di cui è innamorata. Per questo motivo viene cacciata dalla padrona Lucrezia e condannata al lavoro in miniera. Viene liberata da Crisso e Spartacus. Crisso le insegna a combattere, e lei ben presto diventerà un'abile guerriera. Nella battaglia sul Vesuvio, si vendica di Ashur decapitandolo. Rimane sempre accanto a Crisso, e suo malgrado è costretta ad assistere alla sua morte, e poi a consegnare la sua testa a Spartacus da parte di Marco Crasso. Spartacus riesce a catturare Tiberius, e lei decide di combattere nell'arena contro di lui, ma poco prima di ucciderlo, decide di risparmiarlo per permettere uno scambio con i ribelli sopravvissuti alla battaglia di Roma. Morirà per mano di Cesare, nell'ultima battaglia contro l'esercito di Crasso.
- Mira (stagioni 1-2), interpretata da Katrina Law, doppiata da Paola Majano.
Una schiava di Lucrezia che, dopo un inizio burrascoso con Spartacus, riesce a entrare in confidenza con lui fino a diventare la sua amante. Lo segue in ogni impresa, pronta ad uccidere chiunque su suo ordine, anche perché innamorata del gladiatore, nonostante lui non riesca a dimenticare mai l'amore per la sua defunta sposa. Diventa un'abile combattente, specie con l'arco. Perde la vita in combattimento contro i romani nell'ultima puntata della seconda stagione.
- Rhaskos (stagioni 1-2), interpretato da Ioane King.
Uno dei gladiatori della scuola di Batiato, un gallo dalle maniere poco ortodosse, amante del vino e, soprattutto, delle donne. Segue ciecamente gli ordini di Crisso e assieme a lui viene catturato nelle miniere durante il salvataggio di Naevia. Condannato all'esecuzione nell'arena, sarà l'unico a perdere la vita, mentre Crisso ed Enomao verranno salvati dal tempestivo arrivo di Spartacus.
- Aurelia (stagioni 1-2), interpretata da Brooke Williams, doppiata da Chiara Gioncardi.
Moglie di Varro. Vedova del marito, si metterà al servizio di Batiato per pagare i debiti del marito. In seguito alla rivolta degli schiavi, verrà aiutata da Spartacus a fuggire verso la Sicilia, ma verrà catturata. Liberata dallo stesso ribelle, morirà in seguito alle ferite riportate.
- Mercato (stagione 1-2), interpretato da Greg Ward, doppiato da Guido Sagliocca.
Un politico e nobile romano, nipote di Marcus Minucius Rufus, conquistatore della Tracia. Muore durante la distruzione dell'arena di Capua, schiacciato da un crollo.
- Nasir (stagione 2-3), interpretato da Pana Hema Taylor, doppiato da Davide Albano.
Schiavo siriano liberato da Spartacus durante le ricerche di Naevia. Ostile in un primo momento, abbraccerà poi gli ideali dei ribelli e diventerà il compagno di Agron. Sarà l'unico tra i ribelli a salvarsi nella battaglia finale assieme ad Agron.
- Donar (stagioni 2-3), interpretato da Heath Jones.
Un ex gladiatore del ludus di Batiato, grande amico di Agron diventerà uno dei guerrieri più abili dei ribelli. Dopo essere rimasto indietro con Gannicus per permettere la fuga degli altri durante la riconquista di Sinuessa, verrà ferito e catturato dai romani. Fronteggerà Cesare durante la celebrazione in suo onore, ma verrà sconfitto. Sceglierà di suicidarsi invece di farsi uccidere dall'avversario.
- Lugo (stagioni 2-3), interpretato da Barry Duffield.
Un possente guerriero germanico liberato da Spartacus che combatte con un martello. Morirà durante la battaglia finale contro Crasso, colpito da una catapulta e trafitto dai romani.
- Saxa (stagioni 2-3), interpretata da Ellen Hollman.
Una prigioniera germanica liberata da Spartacus insieme a Lugo, Sedulos e Nemetes. Abile in combattimento al pari degli uomini, diventerà per un certo periodo l'amante di Gannicus, col quale condivide numerose somiglianze, tanto che ella stessa non esita a giacere con lui in compagnia di altre donne da lei scelte, anche se sarà Sybil a conquistare il cuore del gladiatore. Morirà nella battaglia finale tra le braccia di Gannicus.
- Nemetes (stagioni 2-3), interpretato da Ditch Davey.
Guerriero germanico liberato da Spartacus. Con il protrarsi della guerra diventerà scontento delle decisioni a favore dei più deboli. Verrà ucciso da Cesare durante la riconquista di Sinuessa, dopo avergli proposto di passare dalla sua parte.

### Sangue e sabbia
- Quinto Lentulo Batiato, interpretato da John Hannah, doppiato da Franco Mannella.
Discendente di una stirpe di lanisti e porta avanti la scuola di gladiatori fondata dai suoi avi, una della più importanti di Capua. Tuttavia non è mai stato particolarmente attratto dall'attività di famiglia, si rivela molto più interessato alla carriera politica ed è disposto agli espedienti più efferati per guadagnare successo per la scuola e per l'ascesa sociale. Viene ucciso per mano di Spartacus al termine della prima stagione, avendo il trace scoperto che il lanista ha fatto uccidere la sua donna.
- Marco Decio Solonio, interpretato da Craig Walsh-Wrightson, doppiato da Gerolamo Alchieri.
Lanista un tempo amico di Batiato, ora suo acerrimo nemico. Dopo vari screzi e conflitti, verrà incastrato da Batiato per l'omicidio del magistrato, e giustiziato nell'arena da Spartacus, che prima di finirlo lo rende felice di sapere che il trace avrebbe presto offerto stessa sorte all'odiato Batiato.
- Varro, interpretato da Jai Courtney, doppiato da Francesco Bulckaen.
Uno dei migliori gladiatori della scuola di Batiato che, a differenza degli altri, ha deciso volontariamente di entrare a far parte della scuola per guadagnare tanto da sanare i suoi debiti. Nella scuola diventa il migliore amico e compagno di allenamenti di Spartacus, dal quale trova la morte, su ordine di Numerio figlio del magistrato Calavio, in occasione della sua festa della maggiore età.
- Barca, interpretato da Antonio Te Maioha, doppiato da Marco Benvenuto.
Soprannominato "la Belva di Cartagine", è uno dei migliori e più fidati gladiatori della scuola di Batiato, nonché sua guardia del corpo. Mentore di Crisso prima e suo grande sostenitore poi. Verrà ucciso da Batiato nel sesto episodio della prima serie a causa di un malinteso creato da Ashur per non ripagargli un debito.
- Pietro, interpretato da Eka Darville, doppiato da Alessio Puccio.
Amante di Barca, con cui condivide la cella. Non è un gladiatore, ma un servo incaricato di assistere i gladiatori durante gli allenamenti. Di buon cuore, è uno dei pochi a dimostrarsi gentile con Spartacus. Dopo l'assassinio di Barca per mano di Batiato, gli viene detto che il Cartaginese si è comprato la libertà, lasciando Pietro nel ludus nonostante le promesse di portarlo con lui. Questa triste notizia, unita ai maltrattamenti subiti da Gneo, lo porteranno a impiccarsi all'interno della sua cella.
- Sura, interpretata da Erin Cummings, doppiata da Letizia Scifoni.
Moglie di Spartacus, portatagli via dalla legione romana e venduta come schiava. Dopo aver strappato una promessa al suo padrone, Spartacus riuscirà a farla ritrovare e a pagarle, grazie alla vittoria su Theokoles, il viaggio fino a Capua. Tuttavia Batiato, che vuole Spartacus unicamente concentrato sulla vita gladiatoria, ordina al suo sgherro Aulus di ucciderla poco prima del loro arrivo nel ludus. Morirà tra le braccia del suo sposo, riuscendo a dargli un ultimo sguardo poco prima di esalare l'ultimo respiro.
- Duro, interpretato da Ande Cunningham.
Schiavo germanico comprato da Batiato assieme ad altri nove (tra cui suo fratello Agron) per 100 denari. Meno talentuoso del fratello, ma ugualmente combattivo, dimostra un coraggio senza confini affrontando Crisso di fronte al figlio del magistrato, perdendo poi lo scontro. Sarà tra i primi a seguire Spartacus nella rivolta. Troverà la morte nell'ultima puntata della prima stagione, per mano di un soldato romano, nel tentativo di salvare suo fratello da morte certa.
- Kerza, interpretato da Karl Drinkwater, doppiato da Pasquale Anselmo.
Gladiatore di Batiato che, dopo essersi dimostrato deludente nell'arena, viene mandato a combattere nelle Fosse, dove morirà.
- Segovax, interpretato da Mike Edward.
Schiavo comprato da Batiato insieme ad Agron e Duro. Rispetta Spartacus e mira a diventare un campione come lui nell'arena per potersi guadagnare un giorno la libertà. Viene successivamente scelto da Ilizia come suo gladiatore, ma la donna lo userà per tentare di uccidere Spartacus. Il suo tentativo però fallirà grazie all'intervento di Crisso.
- Gneo, interpretato da Raicho Vasilev, doppiato da Massimo Bitossi.
Reziario di Batiato. Morirà per mano di Spartacus per avere causato il suicidio di Pietro, avendo abusato di lui dopo la morte di Barca.
- Tito Calavio, interpretato da John Bach.
Magistrato di Capua. Batiato tenterà più volte di guadagnarsi la sua stima per ottenere un incarico che lo porti in politica, ma alla fine il magistrato gli dirà che non è fatto per la vita politica. Batiato allora lo farà uccidere, incastrando Solonio come colpevole.
- Numerio Calavio, interpretato da Lliam Powell, doppiato da Manuel Meli.
Figlio del magistrato Calavio. Grande appassionato dell'arena e ammiratore di Spartacus, verrà ucciso da Aurelia per vendicarsi della morte del marito ordinata da lui.
- Sextus, interpretato da Andrew Laing.
Patrizio romano ed ex magistrato di Capua. Morirà durante la rivolta di Spartacus in casa di Batiato.
- Licinia, interpretata da Brooke Harman, doppiata da Chiara Colizzi.
Patrizia romana amica di Ilizia e cugina di Marco Crasso. Ammira Spartacus e chiede a Lucrezia di poter avere una notte di passione col trace. Lucrezia, però, fa giacere Ilizia con Spartacus al suo posto e, nell'assistere alla scena, Licinia deride l'amica e minaccia uno scandalo. Verrà uccisa da Ilizia in un raptus di rabbia.
- Ovidio, interpretato da Matthew Chamberlain, doppiato da Gaetano Varcasia.
Mercante romano nemico di Batiato. Verrà ucciso da Barca su suo ordine dopo avere attentato alla sua vita su commissione di Solonio.
- Ettore, interpretato da Tim Foley, doppiato da Alessio Cigliano.
Guardia al servizio di Batiato. Verrà giustiziato per essersi fatto sottrarre la chiave delle celle da Naevia.
- Theokoles, interpretato da Reuben De Jong.
Soprannominato "l'ombra della morte", è un leggendario ex gladiatore che ha subito mille colpi di spada senza mai cadere una sola volta. Il solo ad essergli sopravvissuto, e solo perché rimasto in vita abbastanza a lungo da guadagnarsi di essere graziato, è Enomao. Ingaggiato da Solonio, fronteggia Spartacus e Crisso e, distratto da quest'ultimo, morirà ucciso da Spartacus.
- Aulo, interpretato da Mark Mitchinson, doppiato da Roberto Draghetti.
Uomo al servizio di Batiato e che lo aiuta per i lavori sporchi. Viene strangolato a morte da Spartacus dopo che quest'ultimo lo costringe a confessare che è stato lui a uccidere Sura per ordine di Batiato.

### La vendetta
- Publio Varinio, interpretato da Brett Tucker, doppiato da Francesco Prando.
Pretore romano avversario di Glabro. Dopo vari screzi con lui, sarà mandato dal Senato per porre fine alla ribellione, ma sarà sconfitto da Spartacus e ucciso durante l'attacco successivo di Glabro.
- Seppio, interpretato da Tom Hobbs, doppiato da Edoardo Stoppacciaro.
Patrizio romano di Capua che cerca la gloria tentando di placare la ribellione di Spartacus. Per fare ciò, paga dei mercenari che, tuttavia, verranno a più riprese sconfitti dai ribelli. Viene poi ucciso da Glabro dopo essersi rifiutato di allearsi a lui.
- Sepia, interpretata da Hanna Mangan-Lawrence, doppiata da Benedetta Ponticelli.
Patrizia romana sorella di Seppio. Inizialmente invaghita di Varinio, sposterà poi le sue attenzioni su Glabro. Dopo avere saputo che è stato lui a uccidere il fratello, tenterà di vendicarsi, ma sarà uccisa da Ilizia.
- Lucio Caelio, interpretato da Peter McCauley, doppiato da Stefano Mondini.
Romano che aiuta i ribelli dopo avere perso tutto, familiari e proprietà, per mano del dittatore Silla. Molto esperto dei boschi, della caccia e del tiro con l'arco, insegna a Mira a diventare un'abile arciera. Durante uno scontro con i romani, ferito, decide di sacrificarsi per coprire la ritirata dei compagni ed è poi finito dall'Egiziano. La sua morte lascerà un grande vuoto in Mira, Spartacus e negli altri.
- Acer, interpretato da Alex Way.
Ribelle che viene catturato con Rhaskos e Crisso alle miniere, ma a differenza degli altri verrà torturato e ucciso per il piacere dei nobili. A finirlo sarà Ilizia.
- Gallieno, interpretato da Timothy Raby, doppiato da Teo Bellia.
Magistrato di Capua e successore di Calavio.
- Marco, interpretato da Luke Pegler, doppiato da Roberto Gammino.
Amico e tribuno di Glabro. Leale fino alla fine, verrà ucciso da Ashur dopo essere stato ferito da Spartacus.
- Salvio, interpretato da Paul Glover.
Soldato di Glabro che prenderà il posto di Marco come tribuno.
- Cossutio, interpretato da Jason Hood.
Patrizio romano noto per le sue perversioni, muore ucciso dalla lancia di Spartacus dopo che Glabro riesce a schivare il colpo del trace.
- L'Egiziano, interpretato da Stephen Dunlevy.
Schiavo innominato che verrà liberato, su ordine di Glabro, da Ashur, per formare una milizia personale al servizio del pretore. Guerriero letale e taciturno, priverà prima di un occhio e successivamente della vita Enomao, ma troverà la morte subito dopo per mano di un furioso Gannicus.
- Octavio Tarso, interpretato da Aaron Jackson.
Comandante dei mercenari di Seppius, poi acquisiti da Glabro. Viene ucciso da Spartacus durante la battaglia del Vesuvio.
- Marcia, interpretata da Delaney Tabron.
Prostituta in un lupanare di Capua. Viene crocifissa solo per aver parlato bene dei ribelli. La sua morte sarà una delle ragioni che spingeranno Gannicus, suo ex cliente, ad unirsi alla causa del trace.

### La guerra dei dannati
- Marco Licinio Crasso, interpretato da Simon Merrells, doppiato da Sandro Acerbo.
Promette una ricompensa per scoprire la verità sulla scomparsa della cugina Licinia, morta in casa di Batiato.  È l'uomo più ricco di Roma e senatore (poi console con Pompeo e successivamente facente parte del primo triumvirato con Pompeo e Cesare) della repubblica Romana. Viene incaricato di porre fine alla rivolta di Spartacus, e con le sue immense ricchezze formerà un grandissimo esercito. A differenza di tutti i precedenti rivali caduti per mano del trace, egli rispetta Spartacus e si allena anche come gladiatore per poterlo battere in combattimento. Crasso, infatti, non crede nella superiorità dei romani sugli schiavi e afferma con convinzione che Spartacus si sia dimostrato uomo migliore di molti altri romani. Viene allenato da un gladiatore, ex campione dell'arena, cui offre la libertà e molto denaro come premio se lo avesse ucciso durante la sua ultima lezione, ma è lui a vincere. Come segno di rispetto per il gladiatore, inoltre, gli promette che farà costruire un monumento in suo onore e si dichiara onorato di essere stato suo allievo. Somiglia a Spartacus sotto diversi aspetti, inclusa la capacità strategica in battaglia. I suoi alleati più fidati sono suo figlio Tiberio e Giulio Cesare. Quando suo figlio Tiberio lo delude assalendo l'esercito di Spartacus con un piccolo numero di soldati, lui lo punisce con la decimazione. Il figlio per vendicarsi stuprerà la sua amante Kore. Nella battaglia di Roma deciderà di andare a sfidare Crixus per proteggere la città, e avrà la meglio. Per dileggio deciderà di mandare la testa mozzata del Gallo a Spartacus. Suo figlio Tiberio morirà ucciso per mano della sua ex schiava e amante Kore, e lui la crocifiggerà. Nella battaglia finale contro l'esercito di Spartacus, riuscirà ad avere la meglio, pur rischiando di venire ucciso in combattimento dal suo nemico, ma a prendersi gli onori della vittoria sarà Pompeo.
- Gaio Giulio Cesare, interpretato da Todd Lasance, doppiato da Edoardo Stoppacciaro.
Tribuno romano che viene assunto da Marco Crasso per le sue abilità di guerriero e stratega. Si infiltrerà a Sinuessa (città conquistata da Spartacus) fingendo di essere uno schiavo fuggiasco, per studiarli e poter scoprire le loro debolezze. Riuscirà nell'intento e grazie al suo prezioso aiuto, la città ritornerà ai romani. Tuttavia Crasso continuerà a preferire sempre suo figlio Tiberio a lui, e tra i due cominceranno a esserci divari insormontabili. Durante l'ennesima discussione addirittura verrà stuprato da Tiberio. Cesare deciderà di vendicarsi del rivale facendolo cadere in un'imboscata di Spartacus, per poi essere costretto da Crasso a fare da ambasciatore per proporre uno scambio di prigionieri. Nella battaglia finale contro l'esercito di Spartacus, ucciderà Naevia e catturerà Gannicus facendolo crocifiggere. Purtroppo per lui però sarà Pompeo a prendersi tutti i meriti della vittoria.
- Tiberio Licinio Crasso, interpretato da Christian Antidormi, doppiato da Lorenzo De Angelis.
Figlio maggiore di Marco Crasso. Disprezza Spartacus e gli altri ribelli fin dall'inizio, a differenza del padre che ne riconosce il valore come guerrieri. Diventa il braccio destro del padre, e per questo motivo si attira l'odio ricambiato di Giulio Cesare. Assalta l'esercito di Spartacus con un piccolo gruppo di uomini, non ascoltando il consiglio del padre, ed è una disfatta. Il padre lo punisce con la decimazione, e lui è costretto tramite questa pratica brutale a uccidere il suo migliore amico. Per vendicarsi, stupra la sua amante Kore, che pure lo aveva sempre trattato come un figlio. Dopo l'ennesima lite con Giulio Cesare, grazie ai suoi uomini violenta anche lui, volendogli impartire una grande umiliazione. Nella battaglia di Roma, ferisce gravemente Agron e trafigge alle spalle con la sua lancia Crixus (salvando paradossalmente la vita a Cesare), che poi decapita su ordine del padre. Cesare lo fa cadere vittima di un piano di Spartacus, e così viene catturato e costretto a combattere nell'arena come uno schiavo; combatte con coraggio contro Nevia ma è sconfitto dalla donna che cerca vendetta per Crisso. Riuscito a salvarsi grazie a uno scambio di prigionieri offerta dal padre, verrà pugnalato alle spalle da Kore, morendo. Tiberio aveva capito di essere stato tradito da Cesare e senza dubbio si prefiggeva di denunciarlo al padre. Solo dopo la sua morte Crasso scoprirà delle malefatte del figlio, ma deciderà comunque di far crocifiggere la sua assassina.
- Sabino, interpretato da Aaron Jakubenko, doppiato da Emiliano Coltorti.
Migliore amico di Tiberio e presterà servizio nell'esercito di Crasso come tribuno. Verrà ucciso durante la decimazione decisa per punire la codardia dei soldati, nonostante avesse salvato la vita dell'amico. Tiberio è colui che infligge a Sabino il colpo mortale. La morte di Sabino fa impazzire Tiberio, che poco dopo violenterà Kore per vendicarsi del padre.
- Metello, interpretato da Colin Moy, doppiato da Massimo De Ambrosis.
Senatore romano che desidera fare terminare la ribellione di Spartacus. Criticherà spesso l'operato di Crasso, finché quest'ultimo non perde la testa e quasi lo uccide a pugni; solo l'intervento di Cesare e Tiberio evita la morte del senatore. Allora decide di tornare a Roma e da allora non è più comparso, e soltanto nell'ultima scena, dopo la battaglia finale tra Crasso e Spartacus, lo si rivede brevemente al fianco del Console Pompeo, accompagnandolo da Crasso per annunciare a quest'ultimo che le legioni del Console hanno battuto definitivamente le milizie di Spartaco.
- Laeta, interpretata da Anna Hutchison, doppiata da Chiara Colizzi.
Moglie dell'edile di Sinuessa. Donna onesta e caritatevole. Pur avendo degli schiavi, non ha mai trattato male questi ultimi. Durante l'assalto alla città, Spartacus uccide suo marito, ma nonostante tutto continua a proteggerla da eventuali assalti degli altri ribelli mentre lei tenta di mediare con il trace perché i romani imprigionati siano trattati meglio. La lascia andare, ma Crasso per via del suo rapporto con Spartacus, la vende ai pirati cilici. Gannicus le salva la vita, e la riporta dai ribelli, e lì comincia una relazione con Spartacus. Fuggirà insieme ad Agron e Nasir dopo l'ultima battaglia, dopo aver rinnegato la sua appartenenza al Populus Romano, considerandosi tradita dallo stesso e estromessa poiché il capo dei pirati Cilici, dopo averla acquisita da Crasso, che la concede a costui come ricompensa, prima di salpare da Sinuessa l'ha marchiata come una qualunque schiava.
- Attius, interpretato da Cohen Holloway, doppiato da Simone Mori.
Romano amico di Gannicus che aiuterà i ribelli a conquistare Sinuessa. Criticherà poi i ribelli per le inutili crudeltà e umiliazioni che infliggono ai prigionieri e si attira molti sospetti. Verrà ucciso da Naevia che lo crede un traditore. La sua morte creerà non pochi attriti tra la donna e Gannicus, soprattutto dopo la scoperta che fosse innocente.
- Sanus, interpretato da Anthony Ray Parker.
Ribelle ciliciano ammiratore di Gannicus. Verrà ucciso dai pirati cilici dopo la decisione di tradire Spartacus.
- Eraclio, interpretato da Vince Colosimo, doppiato da Pasquale Anselmo.
Capo dei pirati ciliciani. Inizialmente alleato di Spartacus, lo tradirà dopo essere stato comprato dai romani. Morirà per mano di Laeta dopo l'intervento di Gannicus.
- Castus, interpretato da Blessing Mokgohloa.
Inizialmente è un pirata ciliciano, che dopo l'abbandono da parte dei suoi ex alleati, decide di schierarsi con l'esercito di Spartacus. È innamorato di Nasir. Muore nella battaglia finale contro l'esercito di Crasso.
- Kore, interpretata da Jenna Lind.
Schiava personale e amante di Marco Crasso. Dopo essere stata stuprata da Tiberio, il figlio dell'Imperator stesso (che pure lei aveva cresciuto e quasi considerato un figlio), decide di fuggire e unirsi ai ribelli per evitare di essere nuovamente violentata. Quando Tiberio viene catturato da Spartacus, lei ha l'occasione di vendicarsi, e lo uccide pugnalandolo alle spalle. Si consegna poi a Cesare, per permettere lo scambio con alcuni ribelli catturati dopo la disfatta di Crisso. Inizialmente la sua bugia, che a uccidere Tiberio sia stato uno schiavo, regge, ma in seguito Crasso scopre tutta la verità. Crasso ha poi evidentemente un ripensamento e decide di farla crocifiggere assieme ai ribelli catturati dopo la vittoria contro l'esercito di Spartacus.
- Sybil, interpretata da Gwendoline Taylor.
Schiava salvata da Gannicus durante l'assalto a Sinuessa. Si innamora immediatamente del suo salvatore, che all'inizio non ricambierà, preferendo Saxa a lei. Ma ben presto i suoi sentimenti cambieranno, e loro due cominceranno una relazione. Sarà poi tra i sopravvissuti della battaglia finale, insieme ad Agron, Nasir e Laeta.
- Gneo Pompeo Magno, interpretato da Joel Tobeck.
Proconsole romano vincitore di Sertorio. Pur avendo semplicemente massacrato un piccolo gruppo di schiavi ribelli si vedrà riconoscere il merito della vittoria nella guerra servile, ma Crasso e Cesare lo lasceranno fare, in quanto hanno già in mente di formare quello che poi sarà noto come Il Primo Triumvirato.

## Accoglienza
Il primo episodio della serie ha stabilito un record per Starz, con un totale di 553 000 spettatori sulla propria rete, e altri 460 000 su Encore. Durante il resto della stagione, la serie ha ottenuto una media di 1.285.000 di spettatori. L'accoglienza del primo episodio è stata contrastante: il sito Metacritic, che assegna un punteggio su una scala di 100, ha attribuito alla prima serie di Spartacus un punteggio di 54% basato su 22 recensioni. Ken Tucker di Entertainment Weekly ha assegnato come voto B+, affermando che «potrebbe dimostrarsi il piacere niente affatto proibito della stagione». Barry Garron di The Hollywood Reporter ha dichiarato che con «storie così sottili... non c'è da meravigliarsi se il sesso e la violenza vengano usati per portare avanti l'intreccio». Robert Lloyd del Los Angeles Times ha scritto che John Hannah nel ruolo di Batiato «conserva lo spettacolo radicato in un persuasivo ritratto di un uomo impegnato in uno stressante lavoro quotidiano». Mark Perigard del Boston Herald ha assegnato un voto positivo al finale di stagione, attribuendogli un B+, sostenendo che la serie fosse migliorata nel corso della prima stagione.

## Riconoscimenti
- 2010 – Festival della televisione di Monte Carlo
  - Candidatura al miglior attore in serie televisiva drammatica a Andy Whitfield e John Hannah
  - Candidatura alla miglior attrice in serie televisiva drammatica a Lucy Lawless
- 2011 – Saturn Awards[15][16]
  - Miglior attrice non protagonista in una serie televisiva a Lucy Lawless
  - Candidatura alla miglior serie televisiva via cavo
- 2012 – Screen Actors Guild Awards[17]
  - Candidatura alla miglior interpretazione di un ensemble di stunt in una serie televisiva a Erika Takacs, Allan Poppleton, Jacob Tomuri e Tim Wong
- 2013 – Saturn Awards[18]
  - Candidatura al miglior attore non protagonista in una serie televisiva a Todd Lasance
  - Candidatura alla miglior presentazione televisiva
  - Candidatura alla miglior serie televisiva in DVD/Blu-ray
- 2013 – People's Choice Awards[19]
  - Candidatura alla miglior serie televisiva preferita via cavo

## Altri media

### Gioco da tavolo
Nel 2012 Gale Force Nine ha annunciato la creazione di un gioco da tavolo su licenza basato sulla serie televisiva. L'edizione in lingua inglese del gioco, Spartacus: A Game of Blood and Treachery, ha avuto un distribuzione limitata al Gen Con 2012 ed è stato reso disponibile nei negozi il 28 settembre 2012.

### Romanzi
Nel 2012 Titan Books ha reso noto l'intenzione di pubblicare una serie di romanzi basati su Spartacus - Sangue e sabbia. Il primo, intitolato Spartacus: Swords & Ashes è stato scritto da J.M. Clements e reso disponibile il 13 gennaio 2012.

### Videogioco
Nel 2012 Ubisoft ha comunicato che avrebbe pubblicato un videogioco basato sulla serie. Sviluppato da Kung Fu Factory e intitolato Spartacus Legends, è stato reso disponibile il 26 giugno 2013 per PlayStation 3 e Xbox 360.

## Midquel
Il 9 febbraio 2023 Starz ha annunciato la sviluppo di un revival e sequel di Spartacus con Steven S. DeKnight nuovamente coinvolto. Il 9 novembre seguente Starz ha avviato la produzione di una miniserie midquel in dieci puntate intitolata Spartacus: House of Ashur. DeKnight ritorna come showrunner e produttore esecutivo e Nick E. Tarabay riprende il suo ruolo come protagonista. La miniserie sarà trasmessa nell'inverno del 2025.